# New Columbus Buggy Company
New Columbus Buggy Company, vorher Columbus Buggy Company, war ein US-amerikanischer Hersteller von Automobilen.

## Unternehmensgeschichte
Clinton D. Firestone, George Peters und Oscar Peters hatten seit den 1860er Jahren mit ihrer Iron Buggy Company Erfahrungen im Bau von Kutschen gesammelt. 1875 verkauften sie das Unternehmen und gründeten die Columbus Buggy Company. Der Sitz war in Columbus in Ohio. Zunächst stellten sie ebenfalls Kutschen her. 1900 waren über 1000 Personen beschäftigt. 1903 kam die Produktion von Automobilen dazu. Der Markenname lautete Columbus, evtl. mit dem Zusatz Electric. Im Dezember 1905 wurde die Springfield Automobile Company sowie dessen Konstrukteur C. C. Bramwell übernommen. Er entwickelte Personenkraftwagen mit Ottomotoren. Sie wurden ab 1907 als Columbus und ab 1909 als Firestone-Columbus vertrieben. Im Januar 1913 kam es zum Bankrott, woraufhin die Gläubiger das Unternehmen übernahmen. George Lattimer wurde Präsident.
Firestone gründete im August 1913 zusammen mit dem Schatzmeister O. H. Perry die Columbus Electric Vehicle Company. Sie planten die Produktion von Pkw und Nutzfahrzeugen. Es gab Gerüchte, dass er das alte Unternehmen übernehmen wollte. Die Pläne scheiterten. Firestone starb am 22. Februar 1914.
Stattdessen übernahm im Mai 1914 eine Gruppe von Geschäftsleuten aus Buffalo unter Leitung von Charles A. Finnegan von der E. R. Thomas Motor Car Company das Unternehmen. Die neue Firmierung lautete New Columbus Buggy Company. Lattimer verlor bald seinen Posten. Ebenso mussten viele Mitarbeiter das Unternehmen verlassen. Es entstanden nur noch wenige Fahrzeuge in Handarbeit. Es waren weiterhin Kutschen, Automobile mit Elektromotor und solche mit Ottomotor. Im Mai 1915 wurde das Werk verkauft und das Unternehmen aufgelöst.

## Fahrzeuge

### Markenname Columbus bzw. Columbus Electric
Dies waren Elektroautos. Von 1903 bis 1905 gab es nur ein Modell. Der Aufbau war als Folding Top Runabout beschrieben.
1906 standen drei Modelle im Sortiment. Dies waren No. 100 als Victoria-Phaeton, No. 1100 als Surrey sowie No. 1102 als Station Wagon, einer Art Kombi, und als Inside Operated Coupé.
1907 gab es Fahrgestelle mit zwei verschiedenen Radständen. Model 1000 als Runabout und Model 1002 als Coupé hatten 175 cm Radstand, Model 1100 als Surrey und Model 1102 als Station Wagon dagegen 226 cm Radstand.
1908 wurde das Model 1000 als Phaeton bezeichnet. Coupé und Surrey blieben unverändert.
1909 standen fünf Modelle im Angebot. Model 1000 als Stanhope, Model 1001 ebenfalls als Stanhope und Model 1002 als Coupé hatten 188 cm Radstand. Der Surrey namens Model 1100 hatte 218 cm Radstand und der Brougham namens Model 1202 193 cm Radstand.
Im Folgejahr wurden erneut Bezeichnungen, Radstände und Aufbauten geändert. Model 1000 als Phaeton, Model 1001 als Victoria und Model 1202 als Coupé hatten 191 cm Radstand. Das Model 1010 war als Runabout karosseriert und hatte 211 cm Radstand.
1911 gab es mit dem Model 1000 wieder einen Stanhope. Er hatte ebenso wie das Model 1002 als Coupé 191 cm Radstand. Das Model 1220 war ein längeres Coupé mit 224 cm Radstand.
1912 gab es nur noch Coupés. Das Model 1202 hatte 196 cm Radstand und das Model 1220 wie im Vorjahr 224 cm.
1913 wurden die Aufbauten als Colonial Coupé bezeichnet. Beim Model 1230 betrug der Radstand 218 cm und bei Model 1234 und Model 1250 jeweils 234 cm.
1914 bestand die einzige Änderung darin, dass das Model 1250 nun 254 cm Radstand hatte.
Für das letzte Jahr 1915 sind die Bezeichnungen New Columbus Model 1230 und New Columbus Model 1234 überliefert. Es waren Coupés mit 218 cm bzw. 234 cm Radstand.
| Jahr      | Modell                  | Radstand (cm) | Aufbau                               |
| --------- | ----------------------- | ------------- | ------------------------------------ |
| 1903–1905 |                         |               | Folding Top Runabout                 |
| 1906      | No. 100                 |               | Victoria Phaeton                     |
| 1906      | No. 1100                |               | Surrey                               |
| 1906      | No. 1102                |               | Station Wagon, Inside Operated Coupé |
| 1907      | Model 1000              | 175           | Runabout                             |
| 1907      | Model 1002              | 175           | Coupé                                |
| 1907      | Model 1100              | 226           | Surrey                               |
| 1907      | Model 1102              | 226           | Station Wagon                        |
| 1908      | Model 1000              | 175           | Phaeton                              |
| 1908      | Model 1002              | 175           | Coupé                                |
| 1908      | Model 1100              | 226           | Surrey                               |
| 1909      | Model 1000              | 188           | Stanhope                             |
| 1909      | Model 1001              | 188           | Stanhope                             |
| 1909      | Model 1002              | 188           | Coupé                                |
| 1909      | Model 1100              | 218           | Surrey                               |
| 1909      | Model 1202              | 193           | Brougham                             |
| 1910      | Model 1000              | 191           | Phaeton                              |
| 1910      | Model 1001              | 191           | Victoria                             |
| 1910      | Model 1010              | 211           | Runabout                             |
| 1910      | Model 1202              | 191           | Coupé                                |
| 1911      | Model 1000              | 191           | Stanhope                             |
| 1911      | Model 1002              | 191           | Coupé                                |
| 1911      | Model 1220              | 224           | Coupé                                |
| 1912      | Model 1202              | 196           | Coupé                                |
| 1912      | Model 1220              | 224           | Coupé                                |
| 1913      | Model 1230              | 218           | Colonial Coupé                       |
| 1913      | Model 1234              | 234           | Colonial Coupé                       |
| 1913      | Model 1250              | 234           | Colonial Coupé                       |
| 1914      | Model 1230              | 218           | Colonial Coupé                       |
| 1914      | Model 1234              | 234           | Colonial Coupé                       |
| 1914      | Model 1250              | 254           | Colonial Coupé                       |
| 1915      | New Columbus Model 1230 | 218           | Coupé                                |
| 1915      | New Columbus Model 1234 | 234           | Coupé                                |

### Markenname Columbus

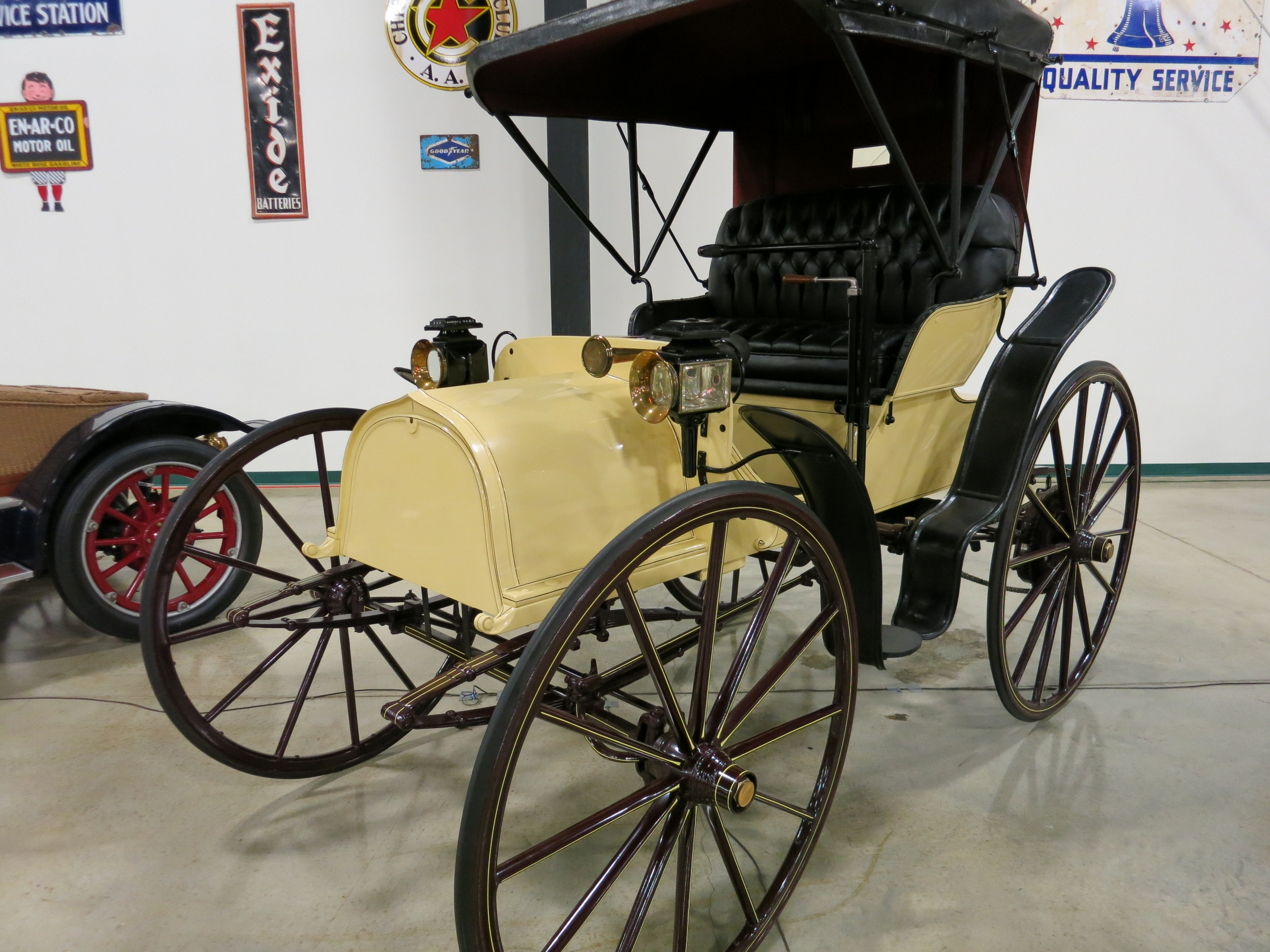
Columbus Highwheeler von 1908

Diese Fahrzeuge waren Highwheeler. Sie hatten einen luftgekühlten Zweizylindermotor. 101,6 mm Bohrung und 101,6 mm Hub ergaben 1647 cm³ Hubraum. Die Motorleistung von 10 PS wurde über Riemen an die Hinterachse übertragen. Das Fahrgestell hatte 183 cm Radstand. Die offene Karosserie bot Platz für zwei Personen. Gelenkt wurde mit einem Lenkhebel.

### Markenname Firestone-Columbus
Der Firestone-Columbus ersetzte 1909 den Columbus Highwheeler und ergänzte den Columbus Electric. Er war moderner konzipiert und niedriger gebaut als die Highwheeler der Vorgängermarke Columbus. Sie hatten Vierzylindermotoren, manche Modelle ab 1913 auch Sechszylindermotoren. Der Hersteller legte Wert darauf, dass Verbesserungen laufend eingeführt wurden und verzichtete daher auf jährliche Modellwechsel.
1909 erschien das Model 5001 als erste Ausführung. Sein Vierzylindermotor leistete 35 PS. Der Radstand betrug 279 cm. Der Aufbau war ein Baby Tonneau. Hiervon entstanden etwa 500 Fahrzeuge.
1910 ergänzte mit der Series 7 eine kleinere Modellreihe das Sortiment. Der Vierzylindermotor war mit 24/25 PS angegeben. Der Radstand maß bei fast allen Ausführungen 254 cm. Genannt sind Model 7-A als Runabout, Model 70-A ohne bekannte Karosserieform, Model 72-A als Coupé und Model 75-A ebenfalls als Runabout. Das Model 73-A als leichter Tourenwagen hatte 262 cm Radstand. Die Series 6 kann als Nachfolger des Vorjahresmodells angesehen werden. Die Motorleistung war auf 36 PS erhöht und der Radstand auf 297 cm verlängert worden. Bekannt sind Model 6-B als Family Car genannter Tourenwagen, Model 62-A als Limousine und Model 65-A als Landaulet.
1911 gab es drei verschiedene Serien. Die Series 6 als Model 6-C hatte einen Motor mit 42 PS Leistung sowie einen Radstand von 305 cm. Aufbauten waren fünfsitzige Tourenwagen und siebensitzige Limousinen. Die Series 74 war das kleinste Fahrzeug. Die Motorleistung war mit 26/30 PS angegeben. Der Radstand betrug 274 cm. Alle Aufbauten boten Platz für vier Personen. Genannt sind Model A als Fore-Door-Tourenwagen, Model B als Tourenwagen, Model C als Surrey und Model D als Torpedo. Als mittelgroßes Fahrzeug wurde die Series 86 als Model C neu auf den Markt gebracht. Der Motor leistete 32 PS. Der Radstand von 287 cm ermöglichte einen Aufbau als Fore-Door-Tourenwagen.
Im Folgejahr entfiel die Zusatzbezeichnung Series. Im Angebot standen vier verschieden große und starke Modelle mit jeweils nur einem Aufbau. Im Model 60-D mit 305 cm Radstand und Aufbau als Fore-Door-Tourenwagen leistete der Motor 33 PS. Das Model 68-D hatte 1 PS weniger, 5 cm mehr Radstand und 3 Sitze mehr. Das Model 78-D hatte einen Motor mit 26 PS Leistung, einen Radstand von 274 cm und einen dreisitzigen Aufbau, der als Vis-à-Vis-Torpedo bezeichnet war. Es kann kein Vis-à-vis im europäischen Sinne gewesen sein. Das Model 86-D hatte 27 PS Leistung, 295 cm Radstand und war als Fore-Door-Tourenwagen karosseriert.
1913 war das Model 60-E das mittelgroße Fahrzeug. Der Motor leistete 45 PS. Der Radstand von 310 cm ermöglichte Aufbauten als fünf- und siebensitzige Tourenwagen und als siebensitzige Limousine. Das Model 86-E hatte einen 35-PS-Motor, nur 295 cm Radstand und war sowohl als dreisitziger Roadster als auch als fünfsitziger Tourenwagen erhältlich. Eine Neuheit stellte das Model 90-E dar. Er hatte einen Sechszylindermotor, der 60 PS leistete. Mit 330 cm Radstand war es das längste Modell. Die Aufbauten entsprachen dem Model 60-E.
Das Angebot für die Jahre 1914 und 1915 umfasste sechs Modelle, die es jeweils nur mit einem Aufbau gab. Auffallend bei den Modellbezeichnungen ist der Verzicht auf den Bindestrich. Model 60 E als fünfsitziger Tourenwagen, Model 69 D als dreisitziger Roadster und Model 82 E als zweisitziger Raceabout hatten identisch 32 PS Motorleistung und 310 cm Radstand. Das Model 86 E war mit 27 PS etwas schwächer, mit 295 cm Radstand etwas kürzer und als fünfsitziger Tourenwagen erhältlich. Die beiden Sechszylindermodelle hatten einheitlich 41 PS Leistung und 330 cm Radstand. Das Model 90 E hatte sieben Sitze, das Model 98 E nur fünf. Beides waren Tourenwagen.
| Jahr      | Modell     | Ausführung | Zylinder | Leistung (PS) | Radstand (cm) | Aufbau                                                |
| --------- | ---------- | ---------- | -------- | ------------- | ------------- | ----------------------------------------------------- |
| 1909      | Model 5001 |            | 4        | 35            | 279           | Baby Tonneau                                          |
| 1910      | Series 6   | Model 6-B  | 4        | 36            | 297           | Family Car                                            |
| 1910      | Series 6   | Model 62-A | 4        | 36            | 297           | Limousine                                             |
| 1910      | Series 6   | Model 65-A | 4        | 36            | 297           | Landaulet                                             |
| 1910      | Series 7   | Model 7-A  | 4        | 24/25         | 254           | Runabout                                              |
| 1910      | Series 7   | Model 70-A | 4        | 24/25         | 254           |                                                       |
| 1910      | Series 7   | Model 72-A | 4        | 24/25         | 254           | Coupé                                                 |
| 1910      | Series 7   | Model 73-A | 4        | 24/25         | 262           | Light Tourenwagen                                     |
| 1910      | Series 7   | Model 75-A | 4        | 24/25         | 254           | Runabout                                              |
| 1911      | Series 6   | Model 6-C  | 4        | 42            | 305           | Tourenwagen 5-sitzig, Limousine 7-sitzig              |
| 1911      | Series 74  | Model A    | 4        | 26/30         | 274           | Fore-Door Tourenwagen 4-sitzig                        |
| 1911      | Series 74  | Model B    | 4        | 26/30         | 274           | Tourenwagen 4-sitzig                                  |
| 1911      | Series 74  | Model C    | 4        | 26/30         | 274           | Surrey 4-sitzig                                       |
| 1911      | Series 74  | Model D    | 4        | 26/30         | 274           | Torpedo 4-sitzig                                      |
| 1911      | Series 86  | Model C    | 4        | 32            | 287           | Fore-Door Tourenwagen                                 |
| 1912      | Model 60-D |            | 4        | 33            | 305           | Fore-Door Tourenwagen 5-sitzig                        |
| 1912      | Model 68-D |            | 4        | 32            | 310           | Fore-Door Tourenwagen 7-sitzig                        |
| 1912      | Model 78-D |            | 4        | 26            | 274           | Vis-à-Vis Torpedo 3-sitzig                            |
| 1912      | Model 86-D |            | 4        | 27            | 295           | Fore-Door Tourenwagen 5-sitzig                        |
| 1913      | Model 60-E |            | 4        | 45            | 310           | Tourenwagen 5-sitzig und 7-sitzig, Limousine 7-sitzig |
| 1913      | Model 86-E |            | 4        | 35            | 295           | Roadster 3-sitzig, Tourenwagen 5-sitzig               |
| 1913      | Model 90-E |            | 6        | 60            | 330           | Tourenwagen 5-sitzig und 7-sitzig, Limousine 7-sitzig |
| 1914–1915 | Model 60 E |            | 4        | 32            | 310           | Tourenwagen 5-sitzig                                  |
| 1914–1915 | Model 69 D |            | 4        | 32            | 310           | Roadster 3-sitzig                                     |
| 1914–1915 | Model 82 E |            | 4        | 32            | 310           | Raceabout 2-sitzig                                    |
| 1914–1915 | Model 86 E |            | 4        | 27            | 295           | Tourenwagen 5-sitzig                                  |
| 1914–1915 | Model 90 E |            | 6        | 41            | 330           | Tourenwagen 7-sitzig                                  |
| 1914–1915 | Model 98 E |            | 6        | 41            | 330           | Tourenwagen 5-sitzig                                  |